# Campionato mondiale giovanile di beach handball 2022
IlCampionato mondiale giovanile di beach handball 2022 si sono svolti a Candia, in Grecia, dal 14 al 19 luglio.

## Risultati
| Competizioni     | Oro     | Argento     | Bronzo     |
| ---------------- | ------- | ----------- | ---------- |
| Torneo maschile  | Croazia | Brasile     | Iran       |
| Torneo femminile | Spagna  | Paesi Bassi | Portogallo |

## Medagliere
| Posiz. | Nazione     | Oro | Argento | Bronzo | Totale |
| ------ | ----------- | --- | ------- | ------ | ------ |
| 1      | Spagna      | 1   | 0       | 1      | 1      |
| 1      | Croazia     | 1   | 0       | 0      | 1      |
| 3      | Brasile     | 0   | 1       | 0      | 1      |
| 3      | Paesi Bassi | 0   | 1       | 0      | 1      |
| 5      | Portogallo  | 0   | 0       | 2      | 2      |
| 5      | Iran        | 0   | 0       | 2      | 2      |
| Totale | Totale      | 2   | 2       | 2      | 6      |